# S̩
S̩ (minúscula: s̩) es una letra del alfabeto latino, formada a partir de S con la adición de una línea vertical debajo. Se usa en yoruba para representar el sonido [ʃ] (como "sh" en inglés).
La línea a veces es reemplazada por un punto, es decir Ṣṣ.
[s̩] es también el símbolo en el Alfabeto Fonético Internacional para una s silábica.

## Codificación informática
Unicode no incluye caracteres precompuestos para S̩ s̩; deben representarse con un carácter combinado, que puede no alinearse correctamente o puede mostrarse como cuadrados en algunas fuentes. Sin embargo, la secuencia de carácter base + diacrítico combinado recibe un nombre único. En Unicode:
- S̩: U+0053 S LATIN CAPITAL LETTER S + U+0329 ̩ COMBINING VERTICAL LINE BELOW
- s̩: U+0073 s LATIN SMALL LETTER S + U+0329 ̩ COMBINING VERTICAL LINE BELOW